# Catherine Bolduc
Pour les articles homonymes, voir Bolduc.
 (mai 2025).
La mise en forme du texte ne suit pas les recommandations de Wikipédia : il faut le « wikifier ».
Les points d'amélioration suivants sont les cas les plus fréquents :
- Les titres sont pré-formatés par le logiciel. Ils ne sont ni en capitales, ni en gras.
- Le texte ne doit pas être écrit en capitales (les noms de famille non plus), ni en gras, ni en italique, ni en « petit »…
- Le gras n'est utilisé que pour surligner le titre de l'article dans l'introduction, une seule fois.
- L'italique est rarement utilisé : mots en langue étrangère, titres d'œuvres, noms de bateaux, etc.
- Les citations ne sont pas en italique mais en corps de texte normal. Elles sont entourées par des guillemets français : « et ».
- Les listes à puces sont à éviter, des paragraphes rédigés étant largement préférés. Les tableaux sont à réserver à la présentation de données structurées (résultats, etc.).
- Les appels de note de bas de page (petits chiffres en exposant, introduits par l'outil «  Source ») sont à placer entre la fin de phrase et le point final[comme ça].
- Les liens internes (vers d'autres articles de Wikipédia) sont à choisir avec parcimonie. Créez des liens vers des articles approfondissant le sujet. Les termes génériques sans rapport avec le sujet sont à éviter, ainsi que les répétitions de liens vers un même terme.
- Les liens externes sont à placer uniquement dans une section « Liens externes », à la fin de l'article. Ces liens sont à choisir avec parcimonie suivant les règles définies. Si un lien sert de source à l'article, son insertion dans le texte est à faire par les notes de bas de page.
- La présentation des références doit suivre les conventions bibliographiques. Il est recommandé d'utiliser les modèles {{Ouvrage}}, {{Chapitre}}, {{Article}}, {{Lien web}} et/ou {{Bibliographie}}. Le mode d'édition visuel peut mettre en forme automatiquement les références.
- Insérer une infobox (cadre d'informations à droite) n'est pas obligatoire pour parachever la mise en page.

Pour une aide détaillée, merci de consulter Aide:Wikification.
Si vous pensez que ces points ont été résolus, vous pouvez retirer ce bandeau et améliorer la mise en forme d'un autre article.
Catherine Bolduc est une artiste visuelle née en 1970 à Val-d’Or au Québec, elle vit et travaille à Montréal. Son travail multidisciplinaire intègre principalement l’installation, la sculpture, le dessin et la vidéo, sa pratique est aussi connue pour la réalisation de nombreuses œuvres d’art public.

## Biographie
Catherine Bolduc est titulaire d’un baccalauréat en histoire de l’art de l’Université de Montréal qu’elle complète en1993. Elle possède également un baccalauréat en arts plastiques (1997) et une maîtrise en art visuels et médiatiques (2005) à l’Université du Québec à Montréal. Ses œuvres sont présentées à l’échelle nationale et internationale, tant au Canada, aux États-Unis, au Japon ainsi que dans plusieurs villes européennes. Elle a reçu de nombreux prix et bourses dont la bourse Duchamp-Villon du centre d’exposition Plein sud, le Studio du Québec à Berlin, le Studio du Québec à Tokyo en plus d’être récipiendaire du Prix Powerhouse en 2013. La publication Catherine Bolduc. Mes châteaux d’air et autres fabulations 1996-2012 remporte le prix de la meilleure publication au Gala des arts visuels en 2012. Son travail se retrouve dans d’importantes collections privées et publiques au Québec, dont le Musée des beaux-arts de Montréal et le Musée national des beaux-arts du Québec.

## Galerie

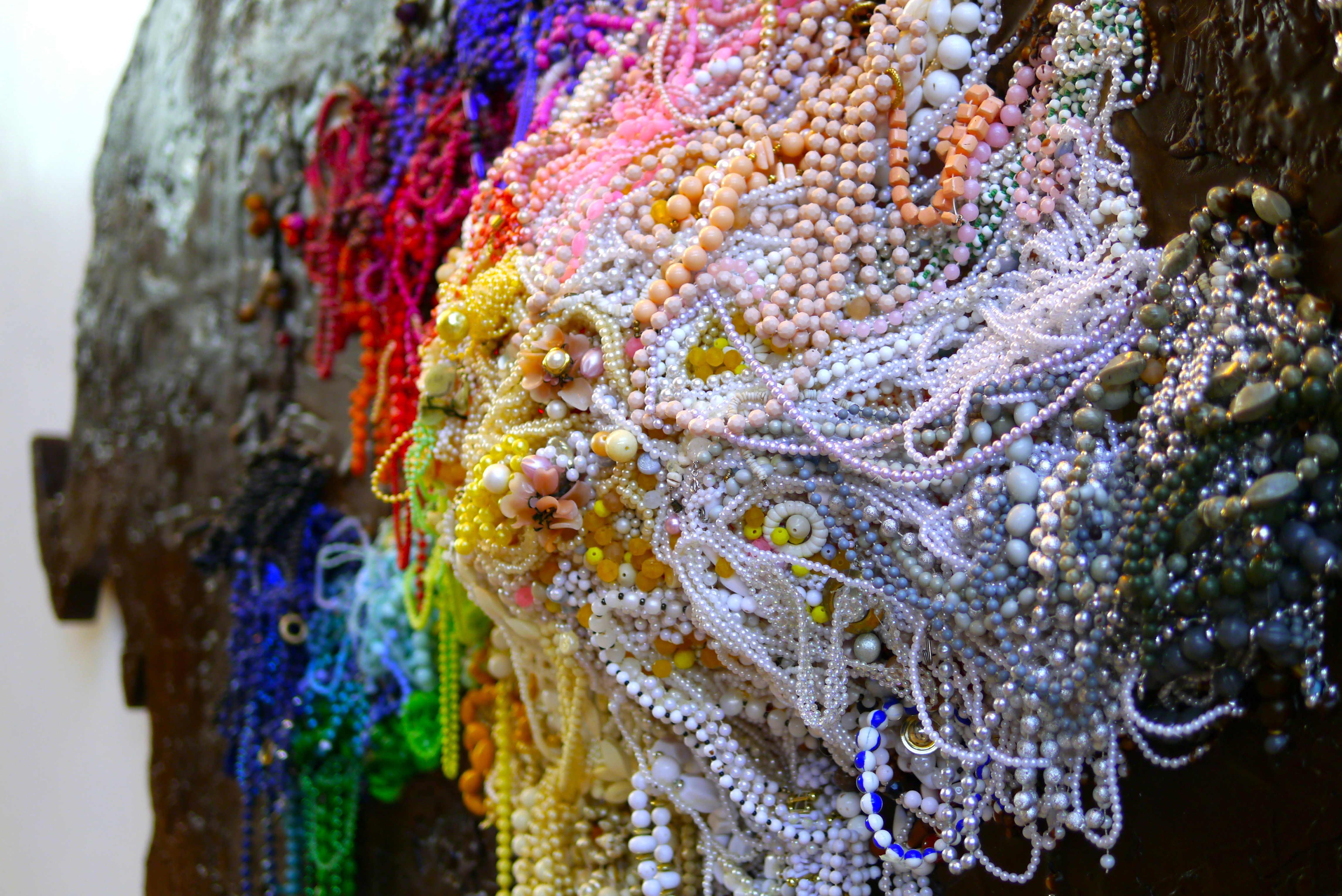
Installation Zone : Complexe Guy-Favreau
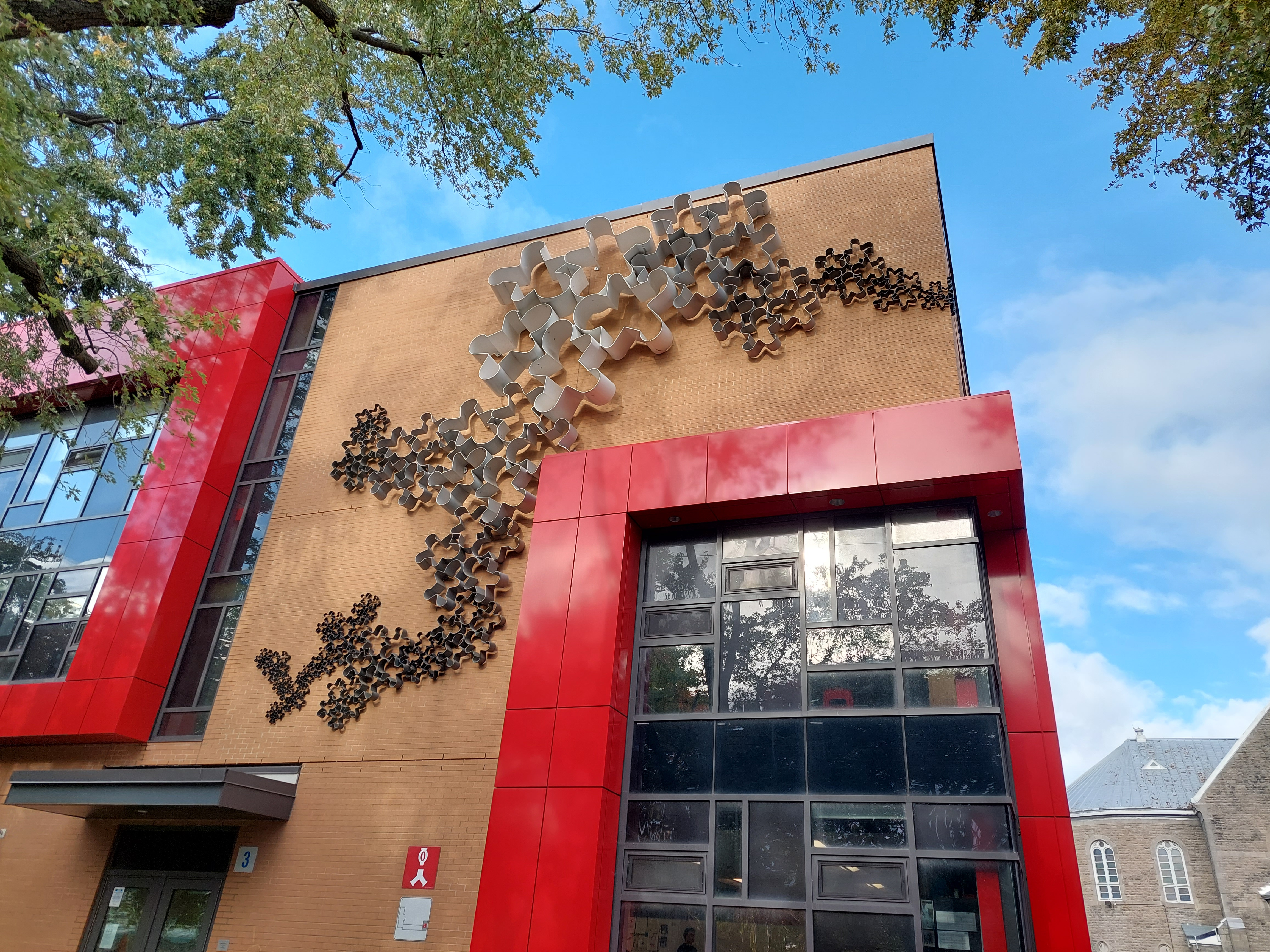
Saint-Léonard, École Wilfrid-Bastien
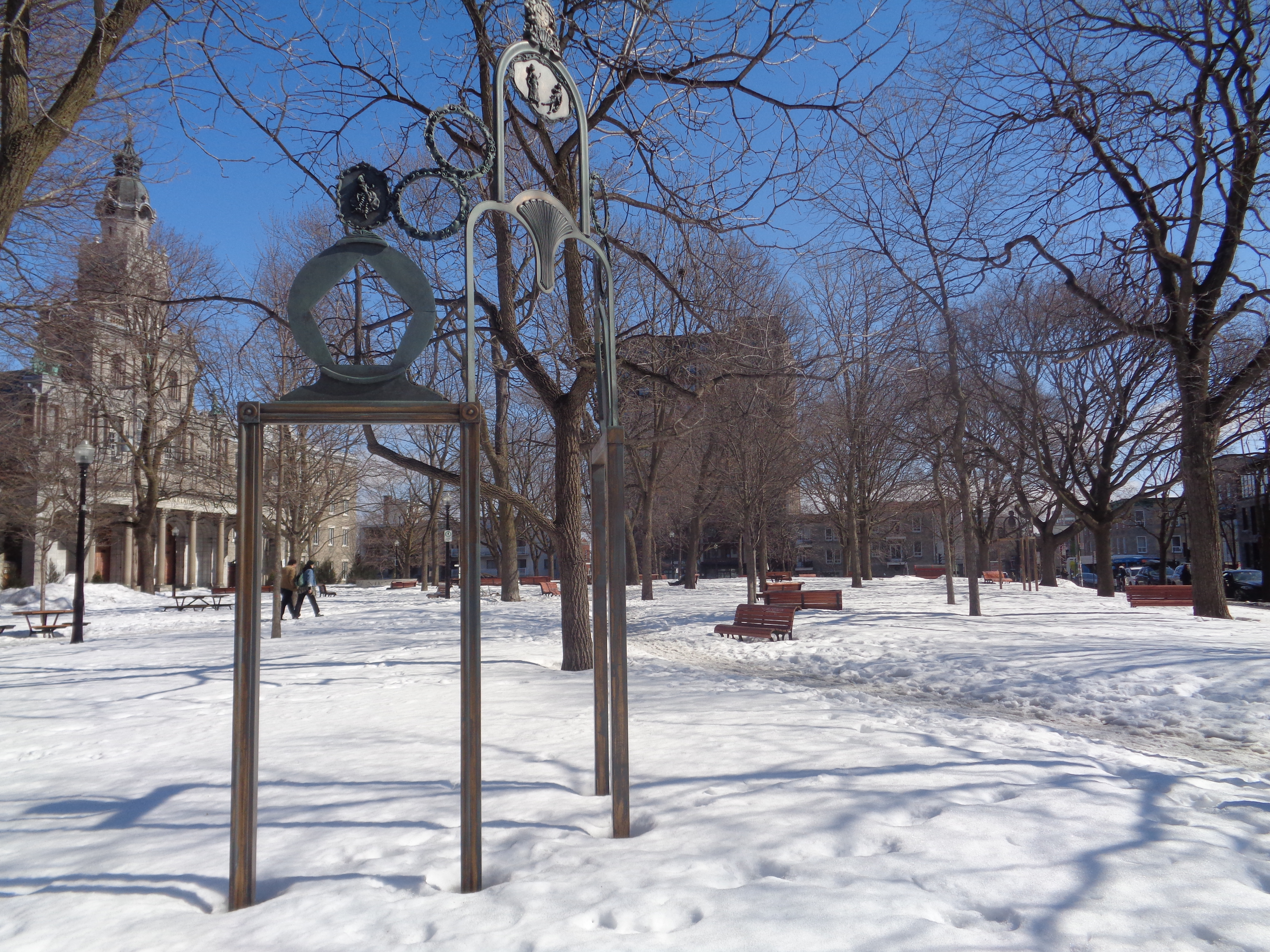
Plateau-Mont-Royal, Partie nord du parc Lahaie

## Démarche
La pratique multidisciplinaire de Catherine Bolduc se nourrit de ses propres expériences où émerveillement et désenchantement se côtoient et se confondent. Le détournement et l’appropriation d’objets trouvés sont des stratégies utilisées dans son travail dans lequel fiction et réalité s’entremêlent et créent des constructions complexes à la fois fabuleuses et inquiétantes.
En complément à ses installations sculpturales, Catherine Bolduc a une importante pratique en dessin. Ses œuvres en deux dimensions sont des représentions de lieux imaginaires et composent des paysages artificiels.
Le travail de Catherine Bolduc adopte une position féministe par la nature des thèmes et des matériaux utilisés.
Parole de l’artiste
« Mon intension esthétique est d’évoquer la vulnérabilité humaine devant l’inadéquation entre le désir et la réalité ». Catherine Bolduc

## Expositions
Expositions individuelles (sélection)
·       2022: Les hauts et les bas, Centre d'art Jacques-et-Michel-Auger, Victoriaville, (QC)
·       2021: Cosmétique de la fin, Centre d'exposition de Val-David, Val David, (QC)
·       2019 – 2020: La vie parallèle (extrait), Vestibule du MACLAU, Théâtre Gilles-Vigneault, Saint-Jérôme, (QC)
·       2019: La vie parallèle, Galerie D'Este, Montréal, (QC)
·       2017: La femme dans la lune (extrait), Galerie YL-S, Saint-Gabriel de Brandon, (QC)
·       2017: La femme dans la lune / Her Head in the Clouds, The Rooms Provincial Art Gallery Division, Saint John's, Terre-Neuve-et-Labrador
·       2015: Mes îles, Centre d'exposition de Val-David, Val-David, (QC)
·       2014: La matière sombre et autres paysages hypothétiques, Musée des beaux-arts de Sherbrooke, Sherbrooke, (QC)
·       2014: Comment encadrer un paysage hypothétique, Galerie Thomas Henry Ross, Montréal, (QC)
·       2012: Château d'air, siège social de Québecor, Montréal, (QC)
·       2012: Le voyage d'une fabulatrice, Bibliothèque publique Eleanor London, Côte-Saint-Luc, (QC)
·       2012: Au milieu du monde (entre mont Royal et mont Fuji), Galerie McClure, Montréal, (QC)
·       2012: Mémoire de Pandore, Maison des arts de Laval, Laval, (QC)
·       2010: Mes châteaux d’air, Salle Alfred-Pellan, Maison des arts de Laval, Laval, (QC)
·       2005: Le jeu chinois, Galerie de l’UQAM, Montréal, (QC)
·       2002 : Chroniques des merveilles annoncées, Plein sud, centre d’exposition en art actuel, Longueuil, (QC)
·       2000: Affectionland, Galerie Verticale Art Contemporain, Laval, (QC)
·       2000: Mode d’emploi, Centre des arts contemporains du Québec, Montréal, (QC)  
Œuvres d’art public
·       2022: La nuit des perséides, École Saint-Donat annexe, Montréal, (QC)
·       2022: Filet social, Centre de service terminus Repentigny, Bureau de projets EXO
·       2020: La constellation charloise, Parc Casavant-Desrochers, Saint-Charles-Borromée, (QC)
·       2020: La prodigieuse traversée, École primaire de l’Orée-du-parc, LaSalle, (QC)
·       2019: Les généreuses, Nouvel institut d'hôtellerie, Centre de formation professionnelle Jacques-Rousseau, Longueuil, (QC)
·       2018: Les belles échappées, École primaire Pavillon des Virevents, Sainte-Julienne, (QC)
·       2017: Les marcheurs célestes, École Saint-Roch, Saint-Roch-de-Richelieu, (QC)
·       2016: La ronde des choux, École primaire des Blés-Dorés, Mirabel, (QC)
·       2016: Fais de beaux rêves, École Wilfrid-Bastien, Montréal, (QC)
·       2014: Les anges domestiques, Parc Lahaie, arrondissement Plateau-Mont-Royal, Montréal, (QC)
·       2012: L'autre côté la Voie lactée, École Mer-et-Monde, Mirabel, (QC)

## Collections
·       Musée des beaux-arts de Montréal 
·       Musée national des beaux-arts du Québec 
·       Musée d'art contemporain des Laurentides, Saint-Jérôme
·       Collection Banque Nationale
·       Collection Mouvement Desjardins
·       Collection du Cégep de Saint-Hyacinthe
·       Ville de Montréal
·       Ville de Laval
·       Cirque du Soleil